# Serra d'Aceguá
La Serra d'Aceguá és una branca de muntanyes despresa de l'anomenada Cuchilla Grande, que tot i la seva curta extensió, té les majors elevacions de l'Uruguai. Limita al nord amb el departament de Cerro Largo a la zona de la frontera amb el Brasil, arribant fins als 621 metres al Cerro de Aceguá des del cim del qual es pot veure a simple vista una bona part del territori que forma la república oriental de l'Uruguai.